# دروغگوهای کوچک شیرین
 دروغگو های کوچک شیرین  نام مجموعه تلویزیونی است که در ژانر معمایی است.این سریال داستانی شبیه به سریال آمریکایی(دروغ‌گوهای کوچک زیبا)دارد.

## خلاصه داستان
داستان پنج دوست است که یک شب یکی از ان ها گم میشوند و پس از یک سال جنازه ان را پیدا میکنند و بعد پیدا شدن جسد پیامک های مرموزانه ای به این چهار دختر به نام ( آ ) ارسال میشود.....و

## بازیگران و شخصیت‌ها
| بازیگر          | نقش | نوع نقش |
| --------------- | --- | ------- |
| شوکرو اوزیلدیز  | اِرن؛ عاشق آصلی ،استاد دانشگاه ،برادر واقعی اچلیا و اکاسیا                                                       | اصلی    |
| بنسو سورال      | آصلی؛عاشق اِرن،دوست سلین اچلیا هانده و ابرو                                                                      | اصلی    |
| بوراک دنیز      | توپراک؛عاشق سلین ،دوست پسر سابق اچلیا،برادرد ژانست                                                              | اصلی    |
| بوشرا دولی      | سلین؛عاشق توپراک،دوست آصلی هانده اچلیا و اِبرو                                                                   | اصلی    |
| ملیسا شنولسون   | هانده ؛ عاشق باریش دوست آصلی سلین اِبرو و اچلیا                                                                  | اصلی    |
| دیلان چیچک دنیز | اِبرو دوست آصلی سلین هانده و اچلیا                                                                               | اصلی    |
| بسته کوک دمیر   | اچلیا:عاشق توپراک؛خواهر واقعی اِرن دوست دختر گوون دوست آصلی هانده سلین و ابرو اکاسیا:خواهر واقعی ارن خواهر اچلیا | اصلی    |
| دنیز جان اکتاش  | بوراک؛ دوست پسر سابق هانده یکی از ادم های (آ)                                                                   | مکمل    |
| الپرن دویماز    | جسور:برادر اچلیا                                                                                                | مکمل    |